# Distrito de Pakur
Pakur (en hindi; पाकुड़ जिला) es un distrito de la India en el estado de Jharkhand. Código ISO: IN.JK.PA.
Comprende una superficie de 1 805 km².
El centro administrativo es la ciudad de Pakur.

## Demografía
Según censo 2011 contaba con una población total de 899 200 habitantes, de los cuales 446 099 eran mujeres y 453 101 varones.